# Pulau Nika
Pulau Nika är en ö i Indonesien.   Den ligger i provinsen Moluckerna, i den östra delen av landet, 2 500 km öster om huvudstaden Jakarta.
Terrängen på Pulau Nika är varierad.